# Ден Скот
Ден Скот је измишљени лик из америчке телевизијске серије „Три Хил“, кога тумачи амерички глумац канадског порекла Пол Џохансон. Појављује се у свим сезонама серије.
Ден је, након сазнања да су и Карен и Деб остале у другом стању, чекајући његово дете, одлучио да се ожени са Деб, али и да званично призна Лукаса за свог сина, иако није учествовао у његовом одгајању. Разводи се од Деб у другој сезони серије. Убија свога брата Кита, верујући да је он крив за пожар који се догодио у салону аутомобила, чији је власник управо Ден. Сам се предао полицији и признао злочин. Има урођену срчану ману и хитно му је потребна трансплантација срца, а према лекарским налазима, остало му је још око шест месеци живота.